# Dorstenia prorepens
Dorstenia prorepens är en mullbärsväxtart som beskrevs av Adolf Engler. Dorstenia prorepens ingår i släktet Dorstenia och familjen mullbärsväxter. Inga underarter finns listade i Catalogue of Life.